# Dragoș Vodă
Dragoș Vodă – wieś w Rumunii, w okręgu Călărași, w gminie Dragoș Vodă. W 2011 roku liczyła 2283 mieszkańców.